# Reidsville (Geòrgia)
Reidsville és una població dels Estats Units a l'estat de Geòrgia. Segons el cens del 2000 tenia 2.235 habitants.

## Demografia
Segons el cens del 2000, Reidsville tenia 2.235 habitants, 894 habitatges, i 544 famílies. La densitat de població era de 112,4 habitants/km².
Dels 894 habitatges en un 28,1% hi vivien nens de menys de 18 anys, en un 38,7% hi vivien parelles casades, en un 18,5% dones solteres, i en un 39,1% no eren unitats familiars. En el 35,5% dels habitatges hi vivien persones soles el 16,2% de les quals corresponia a persones de 65 anys o més que vivien soles. El nombre mitjà de persones vivint en cada habitatge era de 2,37 i el nombre mitjà de persones que vivien en cada família era de 3,08.
Per edats la població es repartia de la següent manera: un 24,8% tenia menys de 18 anys, un 8,9% entre 18 i 24, un 25,6% entre 25 i 44, un 24,5% de 45 a 60 i un 16,2% 65 anys o més.
L'edat mediana era de 38 anys. Per cada 100 dones de 18 o més anys hi havia 92,4 homes.
La renda mediana per habitatge era de 25.901 $ i la renda mediana per família de 33.563 $. Els homes tenien una renda mediana de 31.905 $ mentre que les dones 20.184 $. La renda per capita de la població era de 14.625 $. Entorn del 21,4% de les famílies i el 27,2% de la població estaven per davall del llindar de pobresa.

## Poblacions més properes
El següent diagrama mostra les poblacions més properes.